# Polski obóz wojskowy w Santa Maria Capua Vetere

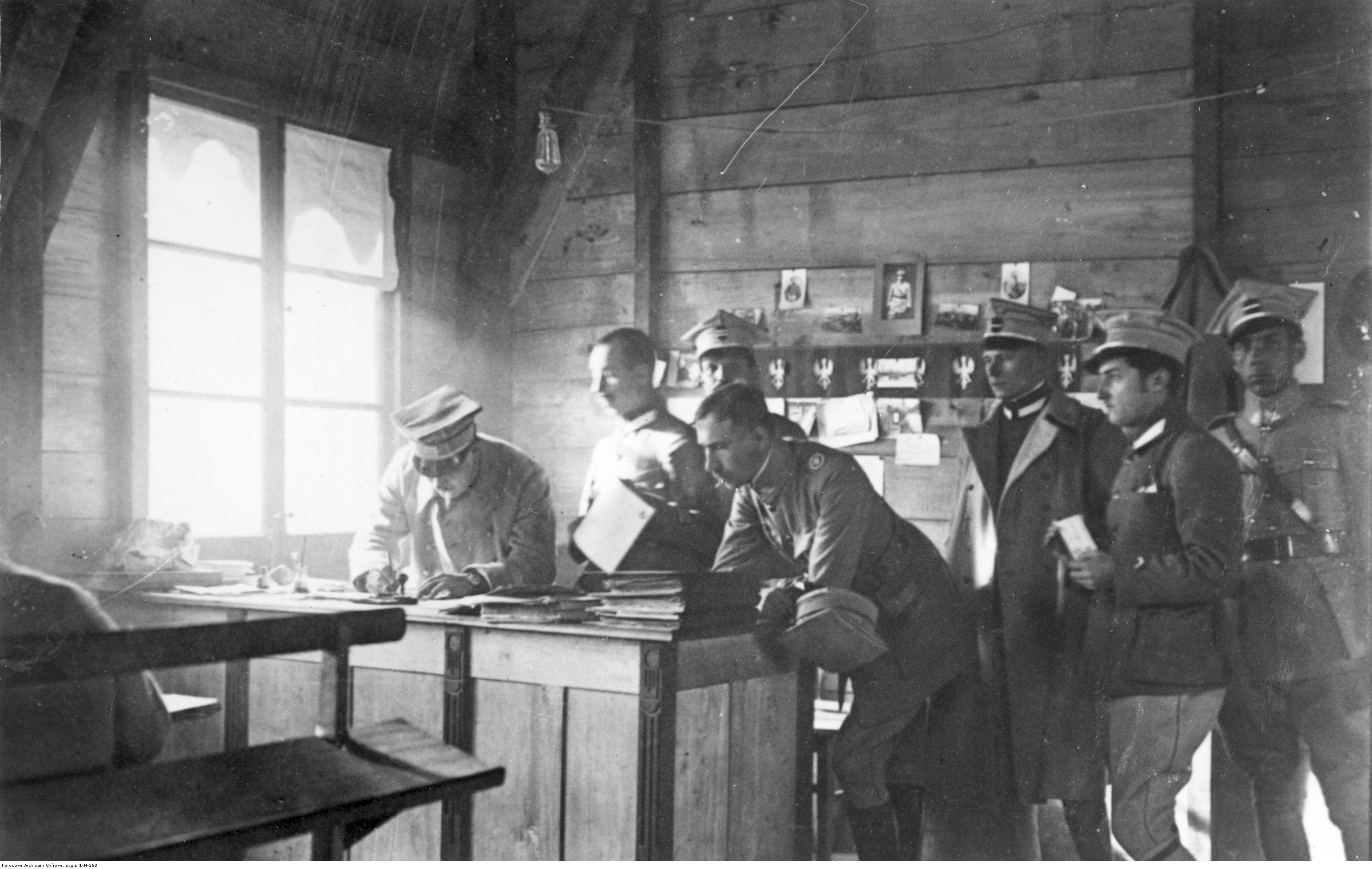
Polski obóz wojskowy w Santa Maria Capua Vetere - grupa organizatorów oddziałów wojskowych; 1918 r.

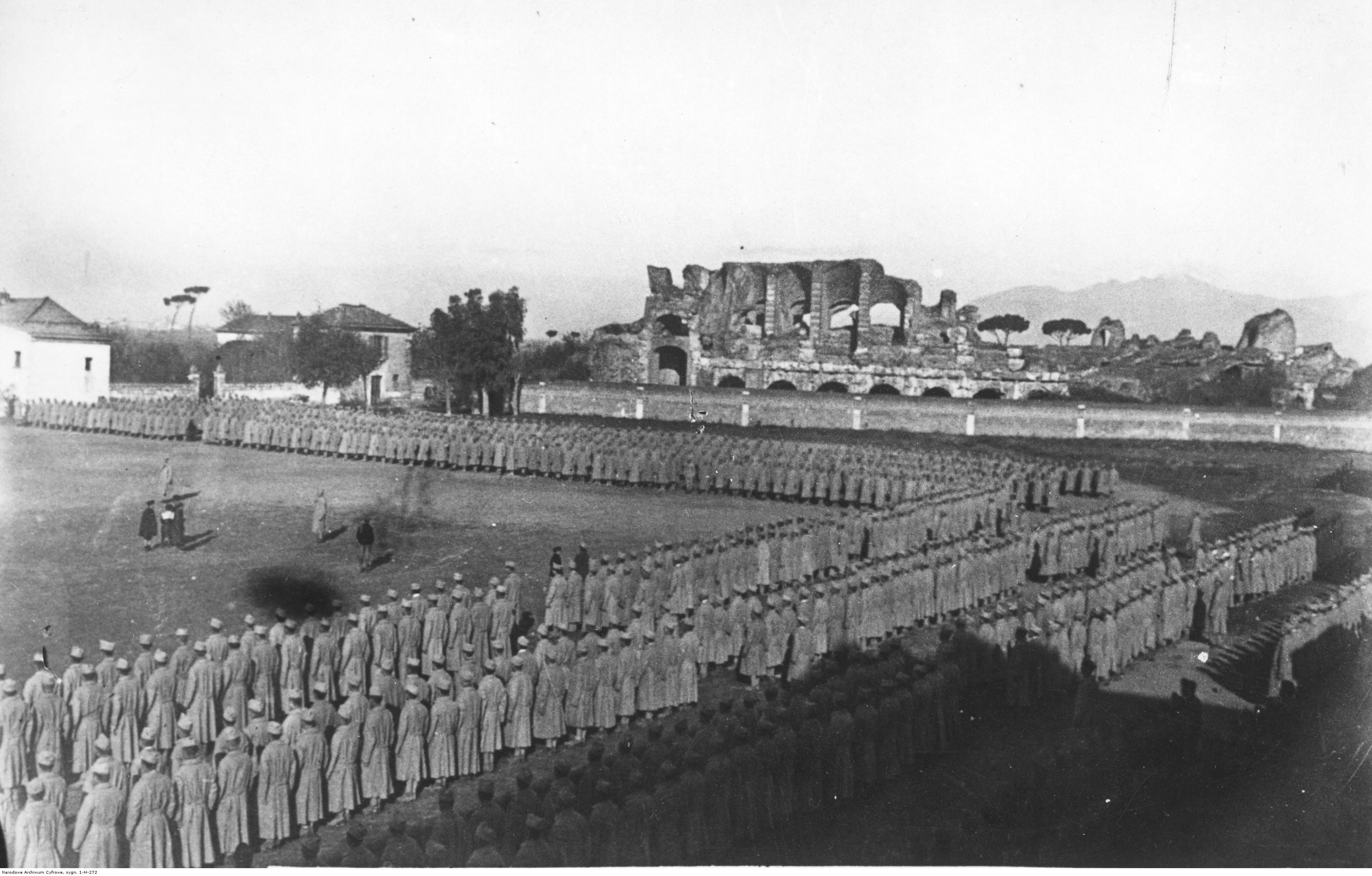
Polski obóz wojskowy w Santa Maria Capua Vetere - przegląd pułku im. generała J. H. Dąbrowskiego; 1918 r.

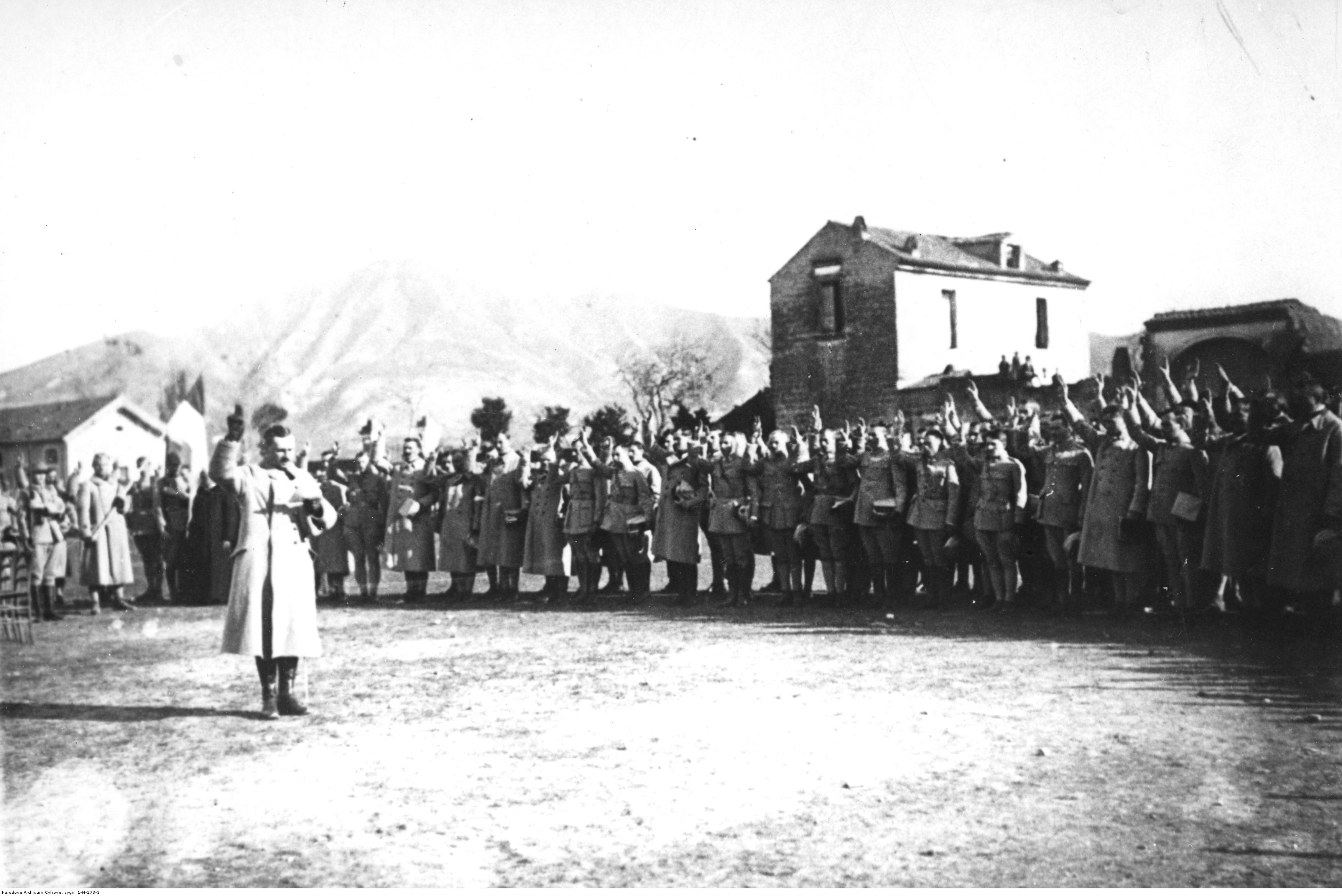
Polski obóz wojskowy w Santa Maria Capua Vetere pod Neapolem - zaprzysiężenie 300 oficerów; 1918 r.

Polski obóz wojskowy w Santa Maria Capua Vetere – obóz wojskowy sformowany  we Włoszech w 1918 roku, w ramach Armii Polskiej we Francji, z jeńców armii austro-węgierskiej i Armii Cesarstwa Niemieckiego narodowości polskiej.

## Formowanie i zmiany organizacyjne
Już od 1917 Polacy żyjący i działający we Włoszech usilnie zabiegali o zgodę władz włoskich na wydzielenie polskich żołnierzy spośród jeńców wojsk austro-węgierskich i skupienie ich w osobnych obozach. 
W tym też roku profesor Maciej Loret i Jan Zamorski założyli Komitet Polski w Rzymie, który miał na celu opiekę nad Polakami przebywającymi w obozach jenieckich na terenie Włoch.
Wkrótce Komitet uzyskał zezwolenie na skupienie jeńców-Polaków w oddzielnych obozach. Na początku 1918 Polacy otrzymali niewielki, ale jeden z lepiej zorganizowanych obozów, w Santa Maria Capua Vetere
.
Komendantem polskiego obozu wojskowego w Santa Maria Capua Vetere został kpt. Marian Dienstl-Dąbrowa.
W tym samym rozkazie z 7 listopada 1918 napisał:

„Z dniem dzisiejszym obejmuję komendę nad oficerami i żołnierzami zaciągniętymi do szeregów Armii Polskiej we Włoszech, którzy mimo pozornych warunków są od dnia dzisiejszego żołnierzami polskimi i podlegają ustawom karnym Armii Polskiej. Żołnierze polscy! Ceniąc Waszą świętą miłość Ojczyzny i uczucia, które skłoniły Was do wstąpienia w szeregi Armii Polskiej we Włoszech pewny jestem, iż wytrwacie z męskim hartem w tych przedziwnych warunkach kształtowania się Armii Polskiej we Włoszech i niczem nie zhańbicie honoru oficera i żołnierza polskiego”

## Formowanie jednostek wojskowych
Jeszcze w listopadzie 1918 zorganizowany został 1 pułk strzelców im. gen. Jana Henryka Dąbrowskiego. W grudniu rozpoczęto organizację pułku strzelców im. Bartosza Głowackiego, a także 2 pułku strzelców im. Tadeusza Kościuszki.
Pułki składały się z trzech batalionów, po cztery kompanie każdy. Dowódcami kompanii i plutonów zostali oficerowie: porucznicy i podporucznicy, natomiast dowódcami drużyn podoficerowie, plutonowi lub kaprale. Do kompanii liniowych przydzielono tylko szeregowych młodszych roczników (1892-1898), natomiast ze starszych roczników sformowano tzw. kompanię matkę, która nie brała udziału w ćwiczeniach i była kompanią pomocniczą. Żołnierze pułku nie posiadali uzbrojenia. Szkolenie ograniczało się do ćwiczeń z musztry i gimnastyki. Ważnym czynnikiem szkolenia była praca oświatowa. Prowadzono kursy dla analfabetów. Kładziono nacisk na uroczyste obchody świąt i ważnych rocznic narodowych.
10 lutego 1919 r. w teatrze miejskim im. Garibaldiego w Santa Maria Capua Vetere odbył się wielki koncert muzyczno-wokalny, urządzony wspólnymi siłami Włochów i Polaków. Koncert rozpoczęty odegraniem hymnów – włoskiego i polskiego zakończył się dopiero po północy.

## Żołnierze obozu
| Komendanci obozu | Komendanci obozu       | Komendanci obozu       | Komendanci obozu   |
| stopień          | imię i nazwisko        | okres pełnienia służby | kolejne stanowisko |
| ---------------- | ---------------------- | ---------------------- | ------------------ |
| kpt.             | Marian Dienstl-Dąbrowa | XI 1918 – XII 1918     |                    |
| kpt.mar          | Czesław Petelenz       | XII 1918 –             |                    |